# Bamber-Gletscher
Der Bamber-Gletscher ist ein 9 km langer und maximal 2 km breiter Gletscher auf der Adelaide-Insel westlich der Antarktischen Halbinsel. Er fließt zwischen Mount Reeves und einem bislang unbenannten Berg in westlicher Richtung zum Fuchs-Piedmont-Gletscher, den er nördlich des Bond-Nunataks erreicht.
Das UK Antarctic Place-Names Committee benannte ihn 2020 nach dem britischen Physiogeographen Jonathan Bamber (* 1962) von der University of Bristol, von 2002 bis 2007 Präsident der Division on Cryospheric Sciences der European Geosciences Union (EGU) und von 2017 bis 2019 Präsident der EGU.